# Ronald Singson
Ronald Versoza Singson (Manila, 18 novembre 1968) è un politico e imprenditore filippino.
Figlio di Chavit Singson, è membro della Camera dei rappresentanti, per il primo distretto di Ilocos Sur, dal 2013. In passato aveva già ricoperto tale carica, dal 2007 al 2011, dovendo però rassegnare le dimissioni a causa di una condanna per possesso di droga ad Hong Kong.